# Egesippo (nome)
Egesippo  è un nome proprio di persona italiano maschile.

## Varianti
- Femminili: Egesippe[2]

### Varianti in altre lingue
- Basco: Hegesipo
- Catalano: Hegèsip[3], Egesip[4]
- Francese: Hégésippe
- Greco antico: Ἡγήσιππος (Hegesippos)
- Greco moderno: Ηγήσιππος (Īgīsippos)
- Latino: Hegesippus[1]
- Polacco: Hegezyp
- Portoghese: Hegésipo
- Russo: Егесипп (Egesipp)
- Spagnolo: Hegesipo[3], Egesipo[4]
- Ungherese: Hégészipposz

## Origine e diffusione
Continua il nome greco Ἡγήσιππος (Hegesippos), composto da ἡγέομαι (hygeomai, "guidare", "comandare") e ‘ιππος (hippos, "cavallo", da cui Ipparco, Ippocrate, Filippo, Melanippo, Santippe e molti altri); il suo significato può quindi essere interpretato come "che guida il cavallo", "cavaliere" "comandante di cavalli", "che regge i cavalli" e via dicendo.

## Onomastico
L'onomastico si può festeggiare il 7 aprile in memoria di sant'Egesippo, scrittore cristiano.

## Persone
- Egesippo, scrittore ecclesiastico e santo
- Egesippo, uomo politico e oratore ateniese
- Egesippo, epigrammista greco antico
- Egesippo, commediografo greco antico
- Egesippo di Meciberna, storico e geografo greco antico
- Egesippo di Taranto, scrittore greco antico

## Curiosità
- Hégésippe Simon è un personaggio inesistente che fu protagonista di una burla perpetrata ai danni di numerosi politici francesi nel 1914.